# Ah Kinchil
Ah Kinchil, även Kinich Ahau med flera namnformer, är i mytologin hos mayaindianerna en solgud med samma yttre kännetecken som Itzamna. På natten förvandlas Ah Kinchil till den fruktade jaguarguden.

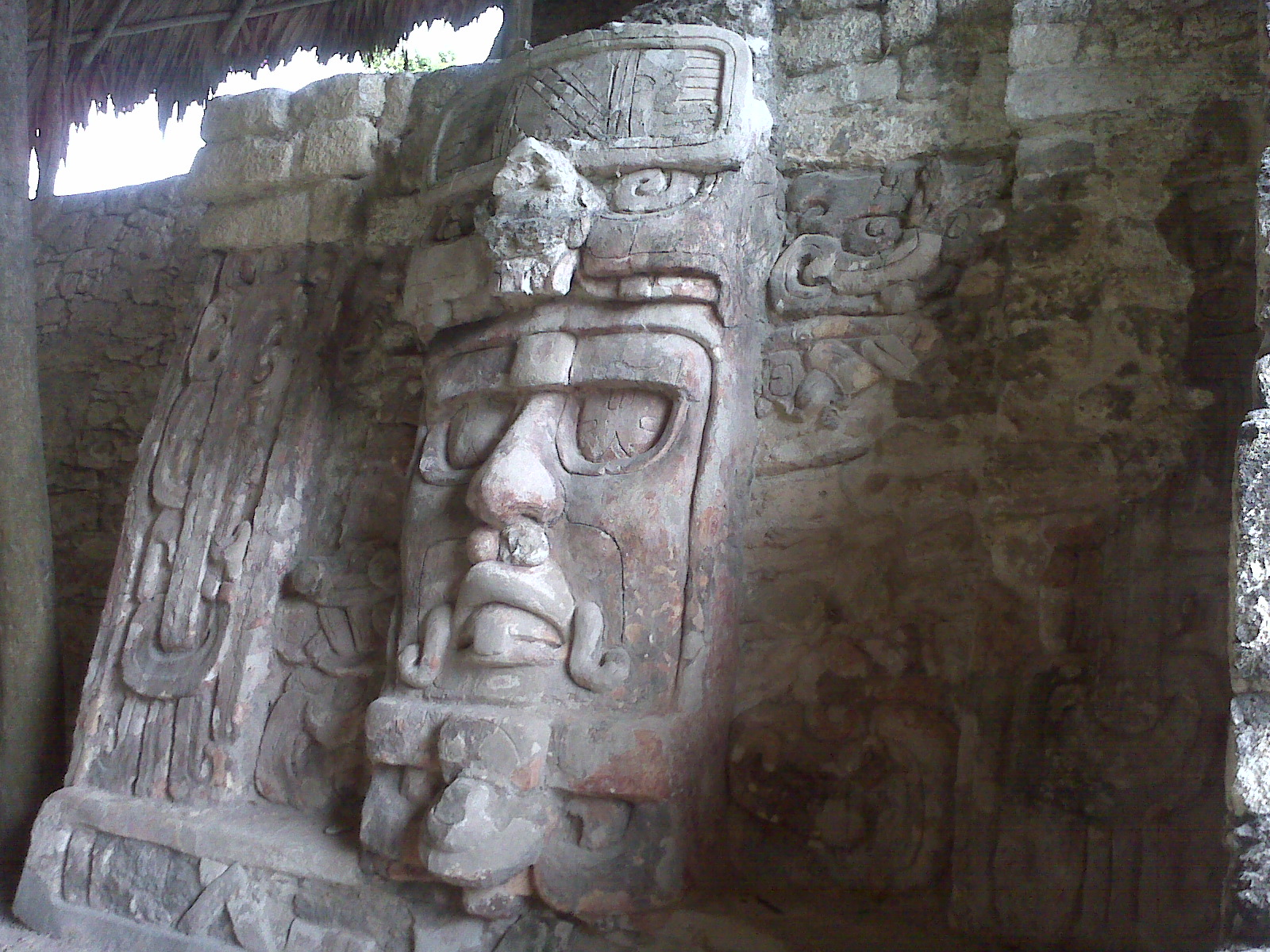
Som maskaron.
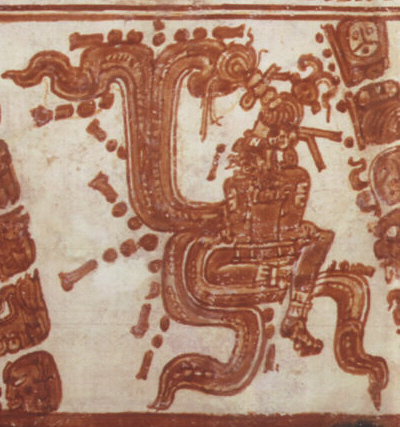
Guden avbildad med flammor.
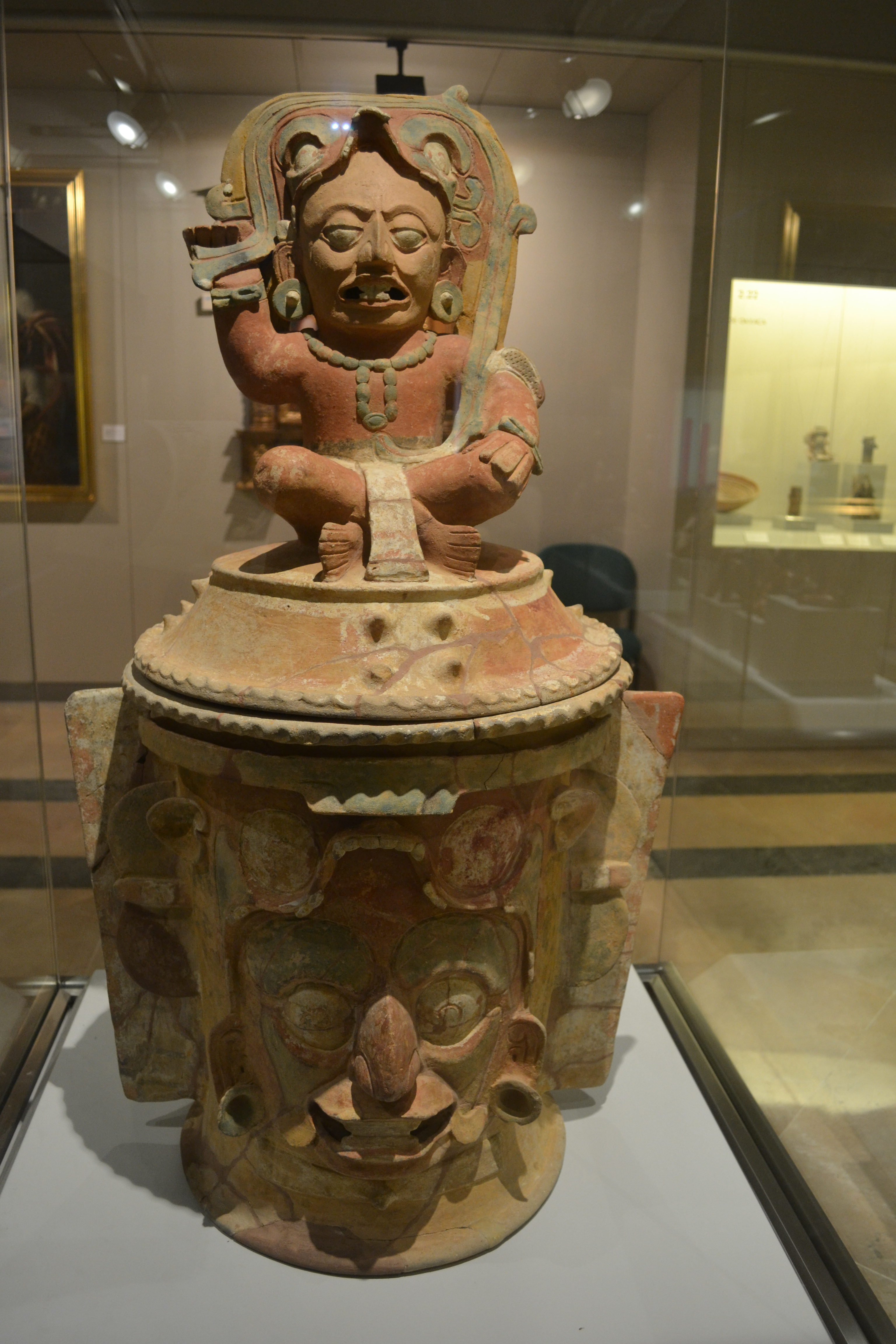
Urna med gudens avbild.